# Krzyżówka (zagadka)

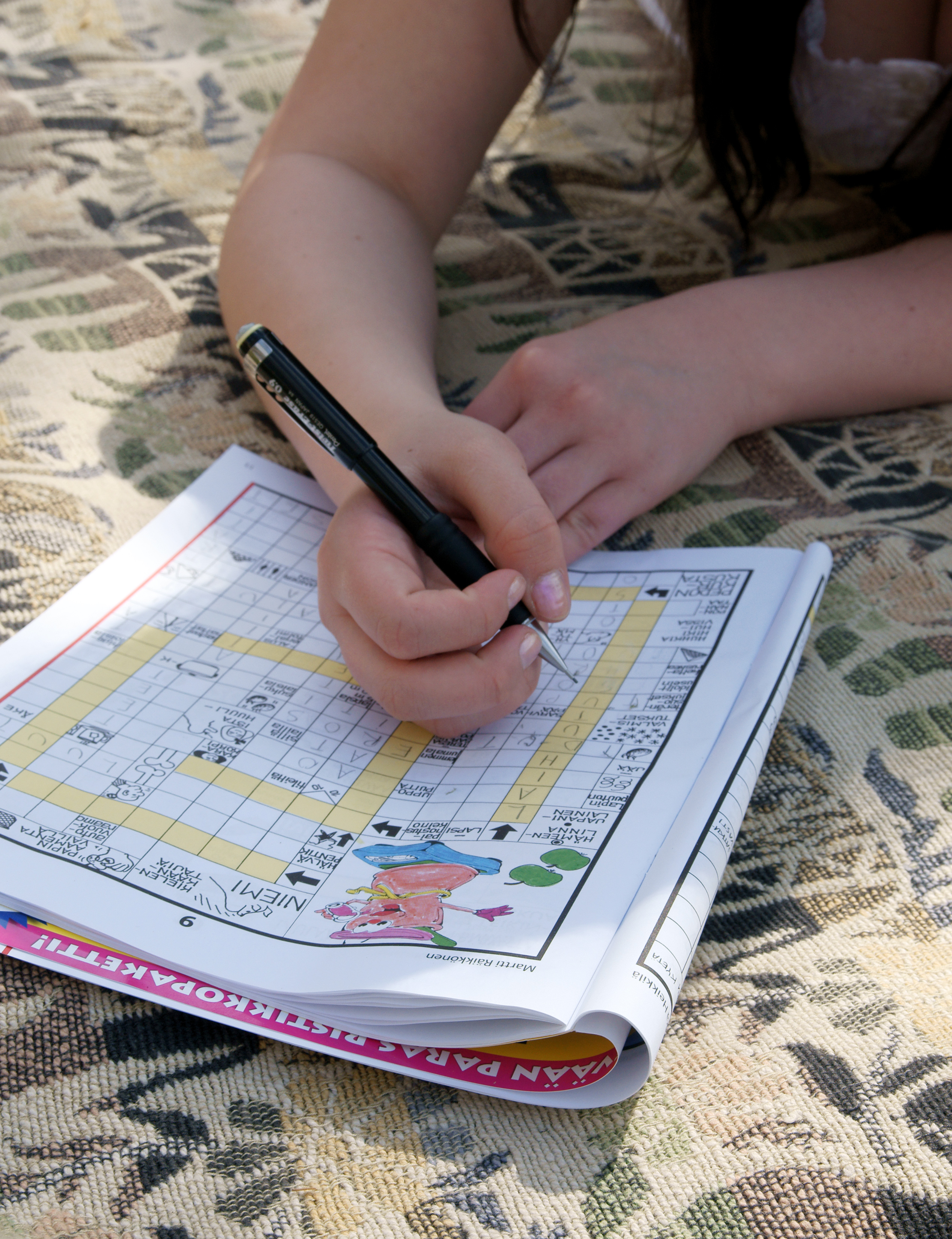
Osoba rozwiązująca krzyżówkę

Krzyżówka – zagadka słowno-literowa polegająca na odgadywaniu lub dopasowywaniu haseł i wpisywaniu ich w krzyżujące się ze sobą rubryki.
Krzyżówki różnią się od siebie stopniem trudności, wielkością, wiekiem potencjalnego odbiorcy. Zasadniczo, można je konstruować tylko w tych językach, gdzie pojedyncza litera alfabetu reprezentuje indywidualną głoskę. Niemniej jednak układanie krzyżówek w języku np. chińskim jest możliwe. Do diagramów wpisuje się całe zdania: tytuły, cytaty i inne znane frazy. W polach krzyżujących się występuje znak oznaczający całe słowo wspólne dla obu haseł. Na koncepcji krzyżówki opiera się również gra Scrabble.

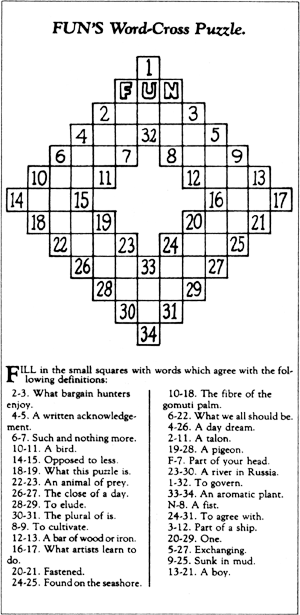
Pierwsza krzyżówka („New York World” z 21.12.1913)

## Historia krzyżówki
Pomysłodawcą krzyżówki jest Amerykanin Arthur Wynne, pracownik „działu sztuczek i kawałów” gazety New York World. Pierwszą krzyżówkę zamieścił w niedzielnym dodatku „Fun” („Zabawa”) do „New York World” z dnia 21 grudnia 1913 r. Była ona wzorowana na grze towarzyskiej, w którą grywał jego dziadek – „Magiczny kwadrat albo podwójny akrostych”. Original crossword puzzle zawierała 32 hasła. Pomysł spotkał się z tak dużym entuzjazmem ze strony czytelników, że w 1924 r. ukazała się książka Crossworld puzzle. Zawierała wybór 50 krzyżówek publikowanych dotychczas w „Fun”. Okazała się bestsellerem. W ciągu miesiąca rozeszła się w nakładzie przeszło pół miliona egzemplarzy. Wynalazek nie został opatentowany. W kilka miesięcy potem nowinka trafiła do Brytyjczyków, którzy rozprzestrzenili ją na inne kraje Europy.
Pojawiły się też czasopisma poświęcone wyłącznie temu rodzajowi rozrywek umysłowych, nad którymi łamią sobie głowy miliony ludzi na całym świecie.

## Krzyżówka w Polsce
W „Kurierze Warszawskim” z 31 stycznia 1925 r. w dziale zadań redagowanym przez autora licznych szarad, Karola Hoffmana, opublikowana została anonimowo „łamigłówka krzyżowa”. Redakcja ufundowała 5 nagród dla osób, które nadeślą poprawne rozwiązanie. W tydzień po tym krzyżówkę autorstwa Kazimierza Makarczyka załączono do warszawskiego tygodnika „Ilustracja”. To ten szachista właśnie jako pierwszy podał nazwę krzyżówka będącą tłumaczeniem angielskiego wyrażenia cross word puzzle. Wkrótce krzyżówki zaczęły publikować kolejne polskie gazety.

## Rodzaje krzyżówek
- jolka
- kwadrat magiczny
- krzyżówka panoramiczna
- ukośnik
- krzyżówka hetmańska

## Przykład krzyżówki
pusta (niewypełniona) krzyżówka：
| 1 |  | 2 |  |   |
|   |  |   |  |   |
| 3 |  |   |  | 4 |
|   |  |   |  |   |
|   |  | 5 |  |   |

Pytania (przykładowe):
- poziomo (rzędy)

1. ciemna pora doby

3. miejsce pracy ekspedientki

5. marka samochodów
- pionowo (kolumny)

1. narząd węchu

2. rodzaj pieczywa

4. dumny ptak z charakterystycznym ogonem

rozwiązanie krzyżówki:
| 1N | O | 2C |   |    |
| O  |   | H  |   |    |
| 3S | K | L  | E | 4P |
|    |   | E  |   | A  |
|    |   | 5B | M | W  |